# 罗志军 (1959年)
罗志军（1959年11月—），男，汉族，江西南昌人，中华人民共和国政治人物，曾任中央纪委国家监委驻自然资源部纪检监察组组长，自然资源部党组成员。